# 東能見町
東能見町（ひがしのみちょう）は愛知県岡崎市の町名。町内に小字は持たない。

## 地理
岡崎市の西部に位置し、中心街の一角に相応する。

### 番地
| - 1 - 4 - 5 - 6 - 7 | - 8 - 9 - 10 - 12 - 13 | - 14 - 16 - 18 - 19 - 20 |

## 世帯数と人口
2019年（令和元年）5月1日現在の世帯数と人口は以下の通りである。
| 町丁     | 世帯数 | 人口 |
| -------- | ------ | ---- |
| 東能見町 | 39世帯 | 76人 |

### 人口の変遷
国勢調査による人口の推移
| 1995年（平成7年）  | 142人 | [ 5 ] |  |
| 2000年（平成12年） | 130人 | [ 6 ] |  |
| 2005年（平成17年） | 127人 | [ 7 ] |  |
| 2010年（平成22年） | 100人 | [ 8 ] |  |
| 2015年（平成27年） | 87人  | [ 9 ] |  |

## 小・中学校の学区
市立小・中学校に通う場合、学区は以下の通りとなる。
| 番・番地等 | 小学校             | 中学校           |
| ---------- | ------------------ | ---------------- |
| 全域       | 岡崎市立愛宕小学校 | 岡崎市立葵中学校 |

## 歴史
額田郡岡崎能見町の上連尺を前身とする。
- 明治期 - 岡崎能見町と岡崎中町[11]が合併をして岡崎能見町となる。
- 1889年（明治22年）10月1日 - 町村制施行に伴い、岡崎横町・岡崎亀井町・岡崎久右衛門町・岡崎魚町・岡崎康生町・岡崎材木町・岡崎十王町・岡崎松本町・岡崎上肴町・岡崎伝馬町・岡崎田町・岡崎唐沢町・岡崎島町・岡崎投町・岡崎能見町・岡崎八幡町・岡崎板屋町・岡崎福寿町・岡崎門前町・岡崎祐金町・岡崎裏町・岡崎両町・岡崎連尺町・岡崎六地蔵町・岡崎籠田町・菅生村・中村・梅園村・八帖村・六供村が合併して岡崎町となり消滅し、額田郡岡崎町大字能見となる。
- 1945年（昭和20年）7月20日 - 岡崎空襲を受け能見町の南部が消失。一部を残し、南部は分離、能見通、東能見町が成立する。

## 施設
- 源空寺
- 御嶽教岡崎天王教会

## その他

### 日本郵便
- 郵便番号 : 444-0074[3]（集配局：岡崎郵便局[12]）。

## 参考資料
- 「角川日本地名大辞典」編纂委員会 編『角川日本地名大辞典 23 愛知県』角川書店、1989年3月8日。ISBN 4-04-001230-5。
- 有限会社平凡社地方資料センター 編『日本歴史地名体系第23巻 愛知県の地名』平凡社、1981年。ISBN 4-582-49023-9。